# Semaine de prière pour l'unité des chrétiens
La Semaine pour l'unité des chrétiens ou Semaine de prière pour l'unité des chrétiens est une manifestation œcuménique qui se tient tous les ans. Elle est délimitée par la fête de la chaire de saint Pierre à Rome, qu'on célébrait historiquement le 18 janvier, et la fête de la conversion de Paul qu'on célèbre le 25 janvier.
Un des objectifs de cette initiative est notamment de permettre aux chrétiens du monde entier de se retrouver autour d'un thème tiré de l’Évangile. Elle convie également les chrétiens des différentes confessions à prier d'un même cœur pour demander la grâce de l'Unité et d'en témoigner à tous les hommes.

## Histoire
Instituée sous le nom d'octave pour l'unité de l'Église, à l'initiative de Paul Wattson, un ministre épiscopalien américain qui se convertit en 1909 au catholicisme, elle se tint pour la première fois du 18 au 25 janvier 1908. Paul Wattson l'envisageait comme une Unité autour du siège romain.
Dans les années 1930, sous l'action de l’abbé Paul Couturier, la prière fut transformée en semaine et s'élargit à tous les chrétiens. En janvier 1933, Paul Couturier organisa un triduum de prière pour l'unité des chrétiens à Lyon. Il l'étendit, deux ans plus tard, vers l'unité de tous les baptisés chrétiens, notamment catholiques, orthodoxes, anglicans, et réformés en lien avec des membres des diverses Églises. Il donna un nouvel objectif à la semaine : « l’unité que Dieu voudra, par les moyens qu’Il voudra », objectif qui perdure encore aujourd'hui.
Depuis janvier 1968, la « semaine » est préparée conjointement par le Conseil œcuménique des Églises (une ONG) et le Conseil pontifical pour l'unité des chrétiens (un des départements de la Curie romaine). Ils publient en commun le livret de préparation.

## Préparation de la semaine
Deux ans avant la semaine, le mouvement œcuménique Foi et Constitution ou le Conseil pontifical demandent à un groupe œcuménique local de proposer un thème et de préparer une liste de textes bibliques et des méditations pour guider les réflexions tout au long de la semaine.
Seize mois avant la semaine, une commission internationale se réunit, composée de membres nommés par Foi et Constitution et le Conseil Pontifical. L'objectif est de faire le tri entre les textes bibliques choisis par le groupe œcuménique et de présenter une version recevable pour tous.
Un an avant la semaine, le thème et les textes mis au point sont envoyés à différents centres œcuméniques pour traduction et adaptation aux contextes nationaux.
Six mois avant la semaine, la diffusion du matériel choisi peut être décidée par le centre œcuménique local. En France, c'est l'association Unité Chrétienne qui exerce cette fonction.

## Initiatives
Pendant cette semaine, les chrétiens sont invités à la prière pour l'unité, notamment lors de la messe ou du culte du dimanche, mais aussi lors de veillées communes de prière organisées localement de concert entre Églises de différentes confessions. Les initiatives s'effectuent aussi bien au niveau national qu'au niveau local, et ce, dans toutes les Confessions concernées,.